# سهم الماء الغوياني
سهمية غويانية (الاسم العلمي:Sagittaria guayanensis) هي نوع من النباتات تتبع جنس السهمية من الفصيلة المزمارية.